# Kfz-Kennzeichen (Polen)

Polnische Kennzeichen in der aktuell verwendeten Gestaltung

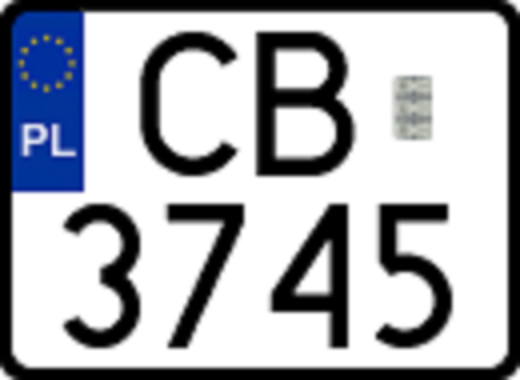
Zweizeilige Variante

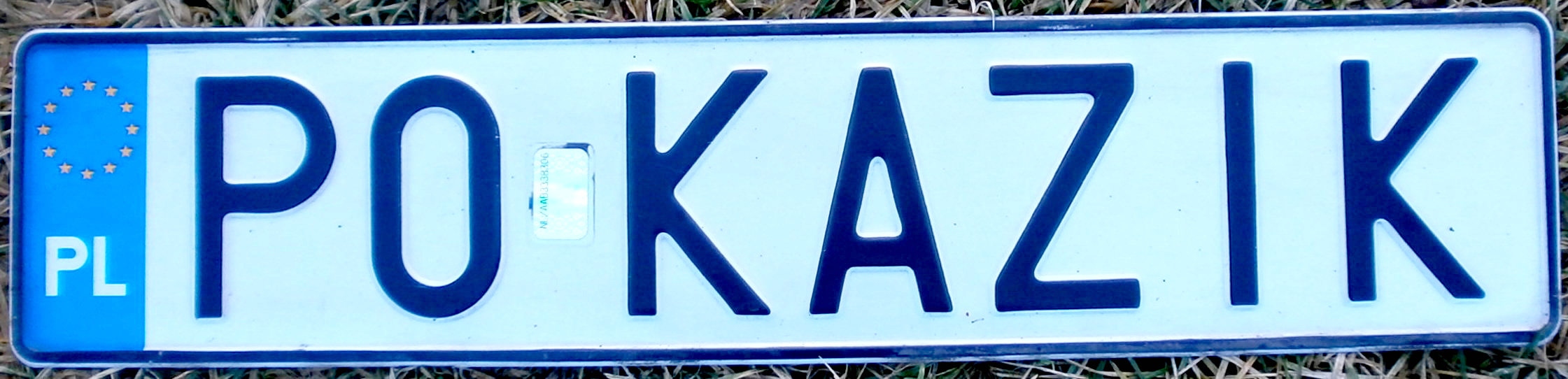
Wunschkennzeichen

Die zuletzt gültigen polnischen Kfz-Kennzeichen weisen schwarze Schrift und schwarzen Rand auf weißem Grund auf. Der erste Buchstabe steht für die Woiwodschaft (im Bildbeispiel S für die Woiwodschaft Schlesien), die nächsten ein oder zwei Buchstaben stehen für die Stadt oder den Landkreis (im Bildbeispiel G für die Stadt Gleiwitz) der Ausstellung. Es folgen ein rechteckiger Zertifizierungsaufkleber und bei einzeiligen Schildern eine Kombination aus vier oder fünf, bei zweizeiligen aus vier Buchstaben und Ziffern.
Alle seit dem 2. Mai 2006 ausgegebenen Nummernschilder zeigen die zwölf Sterne der europäischen Flagge und die Buchstaben PL in einem blauen Balken am linken Rand. Von 2000 bis zum 1. Mai 2006 wurden die Schilder mit der Flagge Polens anstelle des europäischen Symbols versehen.
Gegen eine Gebühr von umgerechnet circa 240 Euro kann in Polen ein Wunschkennzeichen angefordert werden. Während der Herstellungsdauer von etwa drei Wochen erhält das Fahrzeug ein temporäres Kennzeichen. Beim Wunschkennzeichen steht der erste Buchstabe für die Woiwodschaft, gefolgt von einer laufenden Nummer (0 bis 9) und drei bis fünf gewünschten Buchstaben, z. B. L0 BIBI, wobei höchstens die letzten zwei durch Ziffern ersetzt werden können, z. B. F0 MAREK, B4 BMW99, K6 Z17, D8 JA3, Z2 ONA8, O0 OOOOO.

## Varianten

### Kennzeichen Elektro-Fahrzeuge

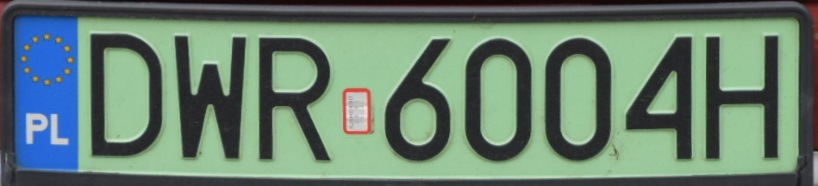
Kennzeichen für Elektroautos

Für batterieelektrisch betriebene und Wasserstoff-Fahrzeuge werden seit dem 1. Januar 2020 gesonderte Nummernschilder ausgegeben. Sie gleichen den üblichen Schildern, aber die Hintergrundfarbe ist hellgrün statt weiß.

### Kennzeichen historischer Fahrzeuge

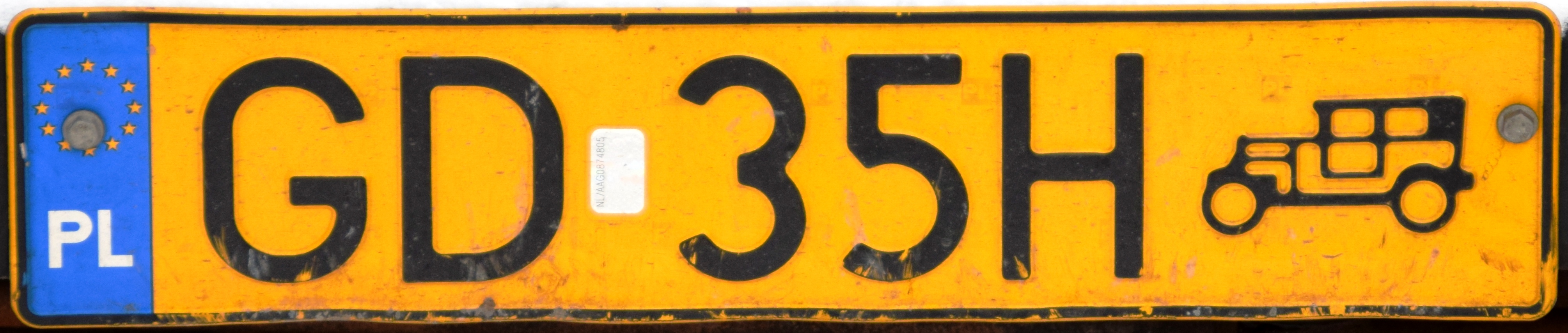
Aktuelles Kennzeichen für historische Fahrzeuge

Historische Fahrzeuge erhalten Kennzeichen mit gelbem Untergrund. Wie bei den unspezifischen Kennzeichen beginnen sie mit zwei oder drei den Anmeldungsort bezeichnenden Buchstaben. Darauffolgend gehen dem einen Endbuchstaben im ersten Fall zwei Ziffern, im zweiten eine voraus. Je nach Fahrzeugart, Pkw oder Zweirad, ist am rechten Rand zusätzlich ein entsprechendes Piktogramm vorhanden.

### Temporäre Kennzeichen
Nummernschilder befristeter Gültigkeit haben rot umrandete rote Buchstaben auf weißem Grund. Sie zeigen einen von einer Ziffer gefolgten Buchstaben für die Woiwodschaft. Nach einem Siegel folgen entweder vier Ziffern oder drei mit abschließendem Buchstaben außer B.

### Testkennzeichen

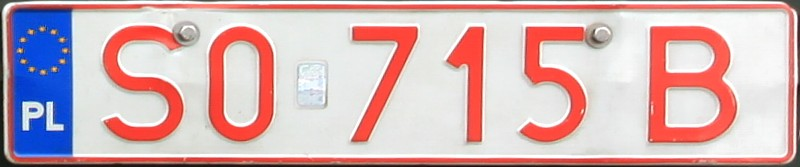
Testkennzeichen

Sie sind den temporären Kennzeichen bis auf jenes Detail gleich, nach dem Siegel ausschließlich drei Ziffern mit abschließendem B zu haben.

### Diplomatische Kennzeichen

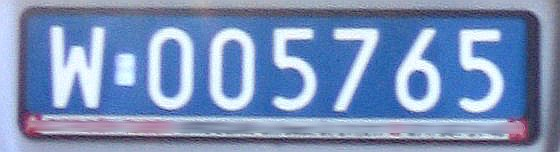
Diplomatenkennzeichen der deutschen Botschaft (005)

Diplomatenkennzeichen zeigen weiße Schrift auf blauem Grund. Sie beginnen mit dem Buchstaben der Woiwodschaft und weisen danach sechs Ziffern auf, wobei die ersten drei das vertretene Land angeben. Diese Schilder beginnen überwiegend mit W für die Woiwodschaft Masowien, da sich die meisten diplomatischen Vertretungen in Warschau befinden.
| 001 Vereinigte Staaten 002 Vereinigtes Königreich 003 Frankreich 004 Kanada 005 Deutschland 006 Niederlande 007 Italien 008 Österreich 009 Japan 010 Türkei 011 Belgien 012 Dänemark 013 Norwegen 014 Griechenland 015 Australien 016 Algerien 017 Afghanistan 018 Argentinien 019 Brasilien 020 Bangladesch 021 Ägypten 022 Ecuador 023 Finnland 024 Spanien 025 Irak 026 Iran 027 Indien 028 Indonesien 029 Kolumbien 030 Malaysia 031 Libyen 032 Marokko 033 Mexiko 034 Nigeria 035 Pakistan 036 Portugal 037 Palästina 038 Syrien | 039 Schweden 040 Schweiz 041 Tunesien 042 Thailand 043 Venezuela 044 Uruguay 045 Peru 046 Jemen 047 Costa Rica 048 Demokratische Republik Kongo 049 Israel 050 Nicaragua 051 Chile 052 Vatikanstadt 053 Südkorea 054 Europäische Kommission 055 Irland 056 Weltbank 057 IMF 058 Philippinen 059 IFC 060 Südafrika 061 OSZE 062 Zypern 063 Kuwait 064 UNHCR 065 Russland 066 Slowakei, bis 1990 DDR 067 Tschechien 068 Bulgarien 069 Ungarn 070 Rumänien 071 Vietnam 072 Serbien 073 Nordkorea 074 Kuba 075 Albanien 076 Volksrepublik China | 077 Mongolei 078 ILO 079 OSShD 080 Diplomatic Club 081 Laos 082 Angola 083 Ukraine 084 EBRD 085 Litauen 086 Belarus 087 Lettland 088 Kroatien 089 Libanon 090 Slowenien 091 Guatemala 092 Estland 093 Nordmazedonien 094 Moldau 095 Israel 096 Armenien 097 Sri Lanka 098 Kasachstan 099 Saudi-Arabien 100 Georgien 101 Usbekistan 102 UN-HABITAT 103 Neuseeland 104 Aserbaidschan 105 Malteserorden 106 Kambodscha 107 Frontex 108 Luxemburg 109 Bosnien und Herzegowina 110 Panama 111 Katar 112 Malta 113 Vereinigte Arabische Emirate |

### Behördenkennzeichen

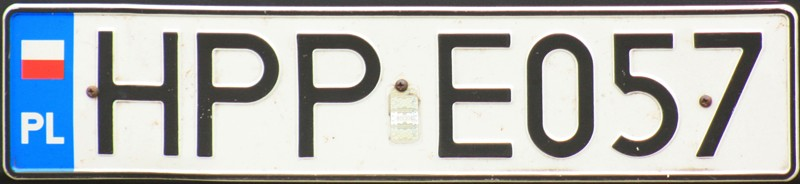
Kennzeichen der Polizei

Nummernschilder der polnischen Polizei beginnen mit den Buchstaben HP, gefolgt von einem weiteren Buchstaben, der die Woiwodschaft angibt, z. B. steht HPD für die Polizei in der Woiwodschaft Niederschlesien. Diesem Muster folgend sind die Schilder der Antikorruptionsbehörde (HA), des Innenministeriums (HB), der Zollverwaltung (HC), des Inlandsgeheimdienstes ABW (HK) und des Grenzschutzes (HW) aufgebaut.

### Weitere Kennzeichen

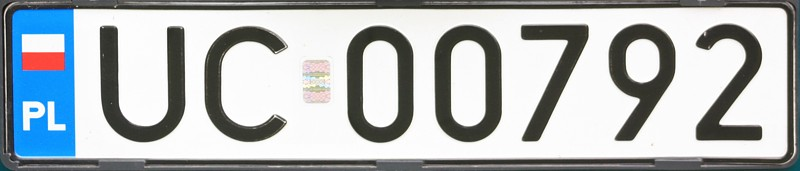
Militärkennzeichen

Schilder der polnischen Streitkräfte beginnen mit einem U.
Das Kürzel SU wird seit 2007 für Mitglieder des diplomatischen Korps verwendet. Auf dem Kennzeichen befindet sich keine Flagge.

### Geografische Verteilung der Kennzeichenkürzel

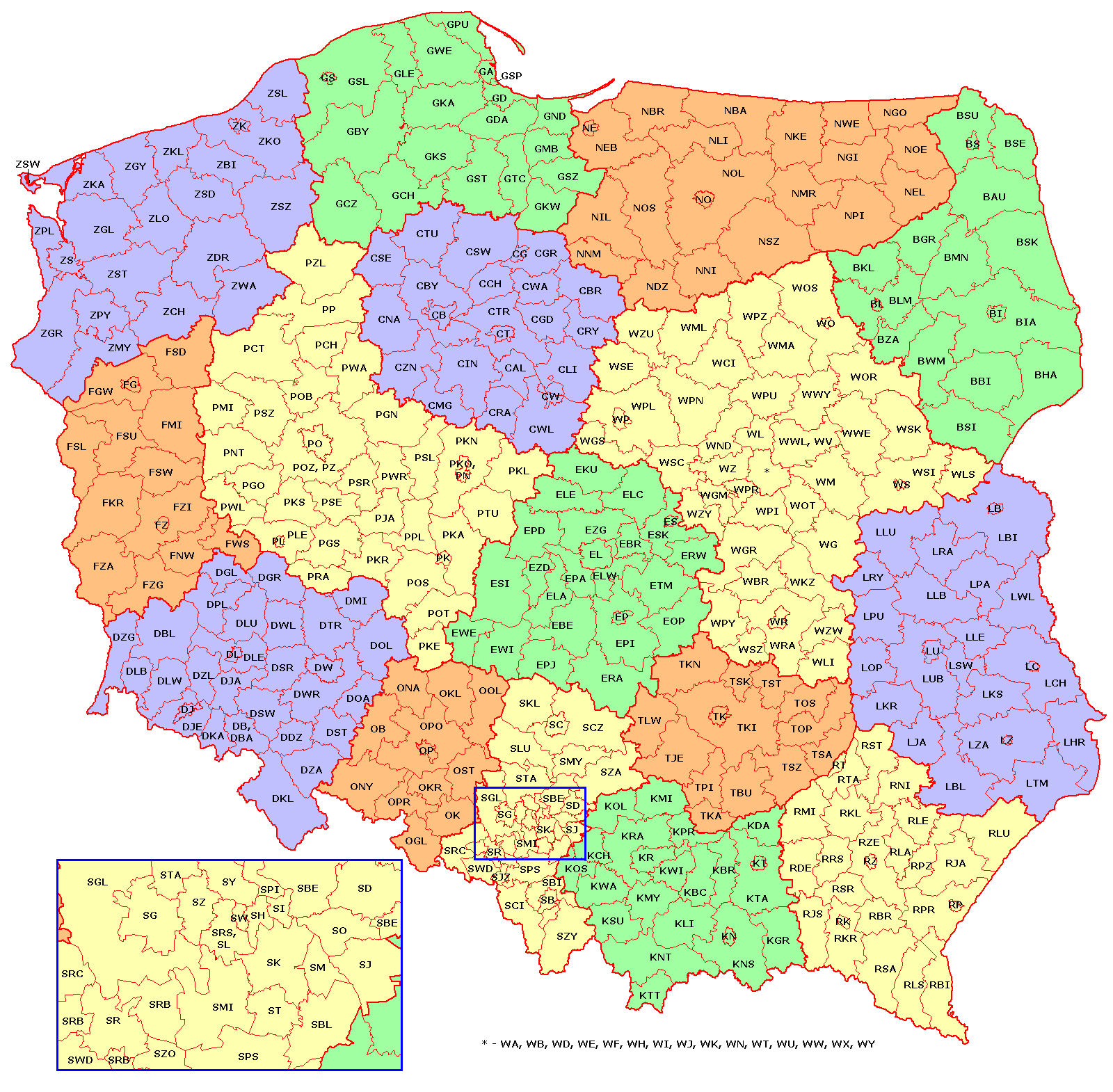
Geografische Verteilung der Kürzel

Woiwodschaftskürzel der Kennzeichen

## Kürzel

### Präfixe der Woiwodschaften
Der erste Buchstabe steht stets für die Woiwodschaft, wobei einigen Woiwodschaften Zweitbuchstaben zugeteilt wurden, um einer Erschöpfung der Nummernräume einzelner Kreise/Städte vorzubeugen (dies gilt auch für Wunschkennzeichen, temporäre Kennzeichen etc.):
- B – Podlachien
- C – Kujawien-Pommern
- D, V – Niederschlesien
- E – Lodz
- F – Lebus
- G, X – Pommern
- K, J – Kleinpolen
- L – Lublin
- N – Ermland-Masuren
- O – Oppeln
- P, M – Großpolen
- R, Y – Karpatenvorland
- S, I – Schlesien
- T – Heiligkreuz
- W, A – Masowien
- Z – Westpommern

Dabei bleiben der zweite und dritte Buchstabe des jeweiligen Bezirks auch bei Verwendung des Zweitbuchstabens für die Woiwodschaft erhalten, z. B. AE (anstelle von WE) für Warszawa-Mokotów.
Nicht zur Kennzeichnung der Woiwodschaft verwendet werden H (Behördenkennzeichen), Q (nicht verwendet) und U (Militär).

### Liste der polnischen Kennzeichen
Polnische Kfz-Kennzeichen nach Woiwodschaften geordnet, nicht mehr vergebene Kennzeichen sind dünn geschrieben:
| Dolnośląskie (Niederschlesien) | Kujawsko-Pomorskie (Kujawien-Pommern) | Łódzkie (Lodz) | Lubelskie (Lublin) |
| --- | --- | --- | --- |
| DB – Wałbrzych DBA – Powiat Wałbrzyski DBL – Powiat Bolesławiecki DDZ – Powiat Dzierżoniowski DGL – Powiat Głogowski DGR – Powiat Górowski DJ – Jelenia Góra DJA – Powiat Jaworski DJE – Powiat Karkonoski DKA – Powiat Kamiennogórski DKL – Powiat Kłodzki DL – Legnica DLB – Powiat Lubański DLE – Powiat Legnicki DLU – Powiat Lubiński DLW – Powiat Lwówecki DMI – Powiat Milicki DOA – Powiat Oławski DOL – Powiat Oleśnicki DPL – Powiat Polkowicki DSR – Powiat Średzki DST – Powiat Strzeliński DSW – Powiat Świdnicki DTR – Powiat Trzebnicki DW, DX – Wrocław DWL – Powiat Wołowski DWR – Powiat Wrocławski DZA – Powiat Ząbkowicki DZG – Powiat Zgorzelecki DZL – Powiat Złotoryjski | CAL – Powiat Aleksandrowski CB – Bydgoszcz CBR – Powiat Brodnicki CBY, CBC – Powiat Bydgoski CCH – Powiat Chełmiński CG – Grudziądz CGD – Powiat Golubsko-Dobrzyński CGR – Powiat Grudziądzki CIN – Powiat Inowrocławski CLI – Powiat Lipnowski CMG – Powiat Mogileński CNA – Powiat Nakielski CRA – Powiat Radziejowski CRY – Powiat Rypiński CSE – Powiat Sępoleński CSW – Powiat Świecki CT – Toruń CTR – Powiat Toruński CTU – Powiat Tucholski CW – Włocławek CWA – Powiat Wąbrzeski CWL – Powiat Włocławski CZN – Powiat Żniński                                  | EBE – Powiat Bełchatowski EBR – Powiat Brzeziński EKU – Powiat Kutnowski EL, ED – Łódź ELA – Powiat Łaski ELC – Powiat Łowicki ELE – Powiat Łęczycki ELW – Powiat Łódzki wschodni EOP – Powiat Opoczyński EP – Piotrków Trybunalski EPA – Powiat Pabianicki EPD – Powiat Poddębicki EPI – Powiat Piotrkowski EPJ – Powiat Pajęczański ERA – Powiat Radomszczański ERW – Powiat Rawski ES – Skierniewice ESI – Powiat Sieradzki ESK – Powiat Skierniewicki ETM – Powiat Tomaszowski EWE – Powiat Wieruszowski EWI – Powiat Wieluński EZD – Powiat Zduńskowolski EZG – Powiat Zgierski | LB – Biała Podlaska LBI – Powiat Bialski LBL – Powiat Biłgorajski LC – Chełm LCH – Powiat Chełmski LHR – Powiat Hrubieszowski LJA – Powiat Janowski LKR – Powiat Kraśnicki LKS – Powiat Krasnostawski LLB – Powiat Lubartowski LLE – Powiat Łęczyński LLU – Powiat Łukowski LOP – Powiat Opolski LPA – Powiat Parczewski LPU – Powiat Puławski LRA – Powiat Radzyński LRY – Powiat Rycki LSW – Powiat Świdnicki LTM – Powiat Tomaszowski LU – Lublin LUB – Powiat Lubelski LWL – Powiat Włodawski LZ – Zamość LZA – Powiat Zamojski |
| Lubuskie (Lebus) | Małopolskie (Kleinpolen) | Mazowieckie (Masowien) | Opolskie (Oppeln) |
| FG – Gorzów Wielkopolski FGW – Powiat Gorzowski FKR – Powiat Krośnieński FMI – Powiat Międzyrzecki FNW – Powiat Nowosolski FSD – Powiat Strzelecko-Drezdenecki FSL – Powiat Słubicki FSU – Powiat Sulęciński FSW – Powiat Świebodziński FWS – Powiat Wschowski FZ – Zielona Góra FZA – Powiat Żarski FZG – Powiat Żagański FZI – Powiat Zielonogórski | KBC – Powiat Bocheński KBR – Powiat Brzeski KCH – Powiat Chrzanowski KDA – Powiat Dąbrowski KGR – Powiat Gorlicki KLI – Powiat Limanowski KMI – Powiat Miechowski KMY – Powiat Myślenicki KN – Nowy Sącz KNS – Powiat Nowosądecki KNT – Powiat Nowotarski KOL – Powiat Olkuski KOS – Powiat Oświęcimski KPR – Powiat Proszowicki KK – Kraków (nur Anhänger und Motorräder) KR – Kraków (alle sonstigen Fahrzeugtypen) KRA – Powiat Krakowski KSU – Powiat Suski KT – Tarnów KTA – Powiat Tarnowski KTT – Powiat Tatrzański KWA – Powiat Wadowicki KWI – Powiat Wielicki | WA – Warszawa-Białołęka WB – Warszawa-Bemowo WBR – Powiat Białobrzeski WCI – Powiat Ciechanowski WD – Warszawa-Bielany WE – Warszawa-Mokotów WF – Warszawa-Praga Południe WG – Powiat Garwoliński WGM – Powiat Grodziski WGR – Powiat Grójecki WGS – Powiat Gostyniński WH – Warszawa-Praga Północ WI – Warszawa-Śródmieście WJ – Warszawa-Targówek WK – Warszawa-Ursus WKZ – Powiat Kozienicki WL – Powiat Legionowski WLI – Powiat Lipski WLS – Powiat Łosicki WM – Powiat Miński WMA – Powiat Makowski WML – Powiat Mławski WN – Warszawa-Ursynów WND – Powiat Nowodworski WO – Ostrołęka WOR – Powiat Ostrowski WOS – Powiat Ostrołęcki WOT – Powiat Otwocki WP – Płock WPI, WPA, WPW, WPX – Powiat Piaseczyński WPL – Powiat Płocki WPN – Powiat Płoński WPR, WPP, WPS – Powiat Pruszkowski WPU – Powiat Pułtuski WPY – Powiat Przysuski WPZ – Powiat Przasnyski WR – Radom WRA – Powiat Radomski WS – Siedlce WSC – Powiat Sochaczewski WSE – Powiat Sierpecki WSI – Powiat Siedlecki WSK – Powiat Sokołowski WSZ – Powiat Szydłowiecki WT – Warszawa-Wawer WU – Warszawa-Ochota WV – Wołomin WW 0000A – Warszawa-Rembertów (vier Ziffern, Buchstaben A, C, E, X, Y) WW 0000F – Warszawa-Wilanów (vier Ziffern, Buchstaben F, G, H, J, W) WW 0000K – Warszawa-Włochy (vier Ziffern, Buchstaben K, M, N, P, T) WW 000WA – Warszawa-Włochy (drei Ziffern, Buchstaben WA–WY, XA–XY, SA–SY) WWE – Powiat Węgrowski WWL – Powiat Wołomiński WWY – Powiat Wyszkowski WX 00000 – Warszawa-Żoliborz (fünf Ziffern oder vier Ziffern und ein Buchstabe) WX 000YA – Warszawa-Wesoła (drei Ziffern, Buchstaben YA–YJ, XA–XJ) WY – Warszawa-Wola WZ – Powiat Warszawski Zachodni WZU – Powiat Żuromiński WZW – Powiat Zwoleński WZY – Powiat Żyrardowski | OB – Powiat Brzeski OGL – Powiat Głubczycki OK – Powiat Kędzierzyńsko-Kozielski OKL – Powiat Kluczborski OKR – Powiat Krapkowicki ONA – Powiat Namysłowski ONY – Powiat Nyski OOL – Powiat Oleski OP – Opole OPO – Powiat Opolski OPR – Powiat Prudnicki OST – Powiat Strzelecki |
| Podkarpackie (Karpatenvorland) | Podlaskie (Podlachien) | Pomorskie (Pommern) | Śląskie (Schlesien) |
| RBI – Powiat Bieszczadzki RBR – Powiat Brzozowski RDE – Powiat Dębicki RJA – Powiat Jarosławski RJS – Powiat Jasielski RK – Krosno RKL – Powiat Kolbuszowski RKR – Powiat Krośnieński RLA – Powiat Łańcucki RLE – Powiat Leżajski RLS – Powiat Leski RLU – Powiat Lubaczowski RMI – Powiat Mielecki RNI – Powiat Niżański RP – Przemyśl RPR – Powiat Przemyski RPZ – Powiat Przeworski RRS – Powiat Ropczycko-Sędziszowski RSA – Powiat Sanocki RSR – Powiat Strzyżowski RST – Powiat Stalowowolski RT – Tarnobrzeg RTA – Powiat Tarnobrzeski RZ – Rzeszów RZE, RZZ, RZR – Powiat Rzeszowski | BAU – Powiat Augustowski BBI – Powiat Bielski BGR – Powiat Grajewski BHA – Powiat Hajnowski BI – Białystok BIA, BIB – Powiat Białostocki BKL – Powiat Kolneński BL – Łomża BLM – Powiat Łomżyński BMN – Powiat Moniecki BS – Suwałki BSE – Powiat Sejneński BSI – Powiat Siemiatycki BSK – Powiat Sokólski BSU – Powiat Suwalski BWM – Powiat Wysokomazowiecki BZA – Powiat Zambrowski | GA – Gdynia GBY – Powiat Bytowski GCH – Powiat Chojnicki GCZ – Powiat Człuchowski GD – Gdańsk GDA – Powiat Gdański GKA, GKY, GKZ – Powiat Kartuski GKS – Powiat Kościerski GKW – Powiat Kwidzyński GLE – Powiat Lęborski GMB – Powiat Malborski GND – Powiat Nowodworski GPU – Powiat Pucki GS – Słupsk GSL – Powiat Słupski GSP – Sopot GST – Powiat Starogardzki GSZ – Powiat Sztumski GTC – Powiat Tczewski GWE, GWO – Powiat Wejherowski | SB – Bielsko-Biała SBE, SE, SBN – Powiat Będziński SBI – Powiat Bielski SBL – Powiat Bieruńsko-Lędziński SC – Częstochowa SCI, SCN – Powiat Cieszyński SCZ – Powiat Częstochowski SD – Dąbrowa Górnicza SG – Gliwice SGL – Powiat Gliwicki SH – Chorzów SI – Siemianowice Śląskie SJ – Jaworzno SJZ – Jastrzębie-Zdrój SK – Katowice SKL – Powiat Kłobucki SL – Ruda Śląska SLU – Powiat Lubliniecki SM – Mysłowice SMI – Powiat Mikołowski SMY – Powiat Myszkowski SO – Sosnowiec SPI – Piekary Śląskie SPS – Powiat Pszczyński SR – Rybnik SRB – Powiat Rybnicki SRC – Powiat Raciborski SRS – früher Ruda Śląska → SL ST – Tychy STA – Powiat Tarnogórski STY – früher Powiat Tyski → SBL SW – Świętochłowice SWD, SWZ – Powiat Wodzisławski SY – Bytom SZ – Zabrze SZA – Powiat Zawierciański SZO – Żory SZY – Powiat Żywiecki |
| Świętokrzyskie (Heiligkreuz) | Warmińsko-Mazurskie (Ermland-Masuren) | Wielkopolskie (Großpolen) | Zachodniopomorskie (Westpommern) |
| TBU – Powiat Buski TJE – Powiat Jędrzejowski TK – Kielce TKA – Powiat Kazimierski TKI, TKC, TKM, TKP – Powiat Kielecki TKN – Powiat Konecki TLW – Powiat Włoszczowski TOP – Powiat Opatowski TOS – Powiat Ostrowiecki TPI – Powiat Pińczowski TSA – Powiat Sandomierski TSK – Powiat Skarżyski TST – Powiat Starachowicki TSZ – Powiat Staszowski | NBA – Powiat Bartoszycki NBR – Powiat Braniewski NDZ – Powiat Działdowski NE – Elbląg NEB – Powiat Elbląski NEL – Powiat Ełcki NGI – Powiat Giżycki NGO – Powiat Gołdapski NIL – Powiat Iławski NKE – Powiat Kętrzyński NLI – Powiat Lidzbarski NMR – Powiat Mrągowski NNI – Powiat Nidzicki NNM – Powiat Nowomiejski NO – Olsztyn NOE – Powiat Olecki NOG – früher Powiat Olecko-Gołdapski (Olecko) → NGO und NOE NOL – Powiat Olsztyński NOS, NOT, NOX – Powiat Ostródzki NPI – Powiat Piski NSZ – Powiat Szczycieński NWE – Powiat Węgorzewski                       | PCH – Powiat Chodzieski PCT – Powiat Czarnkowsko-Trzcianecki PGN – Powiat Gnieźnieński PGO – Powiat Grodziski PGS – Powiat Gostyński PJA – Powiat Jarociński PK – Kalisz PKA – Powiat Kaliski PKE – Powiat Kępiński PKL – Powiat Kolski PKN – Powiat Koniński PKO – früher Konin → PN PKR – Powiat Krotoszyński PKS – Powiat Kościański PL – Leszno PLE – Powiat Leszczyński PMI – Powiat Międzychodzki PN – Konin PNT – Powiat Nowotomyski PO, PY, PX – Poznań POB – Powiat Obornicki POS – Powiat Ostrowski POT – Powiat Ostrzeszowski POZ – früher Powiat Poznański → PZ PP – Powiat Pilski PPL – Powiat Pleszewski PRA – Powiat Rawicki PSE – Powiat Śremski PSL – Powiat Słupecki PSR – Powiat Średzki PSZ – Powiat Szamotulski PTU – Powiat Turecki PWA – Powiat Wągrowiecki PWL – Powiat Wolsztyński PWR – Powiat Wrzesiński PZ – Powiat Poznański PZL – Powiat Złotowski | ZBI – Powiat Białogardzki ZCH – Powiat Choszczeński ZDR – Powiat Drawski ZGL – Powiat Goleniowski ZGR – Powiat Gryfiński ZGY – Powiat Gryficki ZK – Koszalin ZKA – Powiat Kamieński ZKL – Powiat Kołobrzeski ZKO – Powiat Koszaliński ZLO – Powiat Łobeski ZMY – Powiat Myśliborski ZPL – Powiat Policki ZPY – Powiat Pyrzycki ZS, ZZ – Szczecin ZSD – Powiat Świdwiński ZSL – Powiat Sławieński ZST – Powiat Stargardzki ZSW – Świnoujście ZSZ – Powiat Szczecinecki ZWA – Powiat Wałecki |

#### Polizeikennzeichen
| HPA | Polizeihauptkommando                                                                                |
| HPB | Woiwodschaft Niederschlesien (Dolnośląskie)                                                         |
| HPC | Woiwodschaft Kujawien-Pommern (Kujawsko-Pomorskie)                                                  |
| HPD | Woiwodschaft Lublin (Lubelskie)                                                                     |
| HPE | Woiwodschaft Lebus (Lubuskie)                                                                       |
| HPF | Woiwodschaft Łódź (Łódzkie)                                                                         |
| HPG | Woiwodschaft Kleinpolen (Małopolskie)                                                               |
| HPH | Woiwodschaft Masowien (Mazowieckie)                                                                 |
| HPJ | Woiwodschaft Oppeln (Opolskie)                                                                      |
| HPK | Woiwodschaft Karpatenvorland (Podkarpackie)                                                         |
| HPL | Polizeihochschule Szczytno, Polizeischulen Piła, Słupsk und Katowice, Polizeischulzentrum Legionowo |
| HPM | Woiwodschaft Podlachien (Podlaskie)                                                                 |
| HPN | Woiwodschaft Pommern (Pomorskie)                                                                    |
| HPP | Woiwodschaft Schlesien (Śląskie)                                                                    |
| HPS | Woiwodschaft Heiligkreuz (Świętokrzyskie)                                                           |
| HPT | Woiwodschaft Ermland-Masuren (Warmińsko-Mazurskie)                                                  |
| HPU | Woiwodschaft Großpolen (Wielkopolskie)                                                              |
| HPW | Woiwodschaft Westpommern (Zachodniopomorskie)                                                       |
| HPZ | Metropolitanpolizeikommando                                                                         |

## Nummern
Die polnischen Kennzeichen bestanden seit dem Jahr 2000 immer aus sieben Buchstaben und Ziffern, seit etwa Anfang 2007 gibt es auch achtstellige Kennzeichen, z. B. FSD 00111.
Bei mit zwei Buchstaben beginnenden Kennzeichen folgt bei den aktuellen Kennzeichen, sofern diese einzeilig sind, also eine fünfstellige Kombination aus Ziffern und bis zu zwei Buchstaben am Ende (Schema XX 11111, XX 1111A, XX 111AA, XX 1A111 oder XX 1AA11).
Zweizeilige Kennzeichen, z. B. für Motorräder, haben nach den zwei Buchstaben zur Herkunftsbezeichnung eine vierstellige Kombination nach dem Schema XX 1111 oder seit 2002 auch  XX 111A.
Bei Kennzeichen, die mit drei Buchstaben beginnen, gab es bis Ende 2006 nach der führenden Ortskennung eine vierstellige Kombination aus Zahlen und Buchstaben (XXX A111 oder  XXX 11AA, seit 2002 auch  XXX 1A11 (ohne führende 0), XXX 11A1 (ohne abschließende 0) oder  XXX 1AA1 (ohne 0 vorne oder hinten) und seit 2003 noch XXX AA11). Für die zweizeiligen Kennzeichen gab es bis 2002 nur die Kombination nach dem Schema  XXX A111, seit 2002 werden auch die übrigen für einzeilige Kennzeichen möglichen Zahlen- und Buchstabenkombinationen zugeteilt.

## Städte und Kreise mit den höchsten Zulassungsnummern
Die Liste gibt den Stand gegen August 2016 wieder.
Diese Liste weist nur die aktuell vergebenen Nummern aus. Dies lässt nicht auf die Gesamtzahl an Registrierungen schließen, da einige Kreise manche Nummernbereiche ausgelassen haben. In einigen Warschauer Stadtbezirken werden weiterhin Nummern der Bezirke WW und WX nur mit bestimmten Endbuchstaben ausgegeben, zum Beispiel in Wesoła WX 594YJ, in Włochy WW 106XM.
| Platz | Kürzel | Stadt (Kreis)    | Nummer |
| ----- | ------ | ---------------- | ------ |
| 1     | PO     | Poznań           | 9T770  |
| 2     | KR     | Kraków           | 4S029  |
| 3     | DW     | Wrocław          | 4H764  |
| 4     | EL     | Łódź             | 715XK  |
| 5     | WE     | Warschau-Mokotów | 808MU  |
| 6     | GD     | Gdańsk           | 088ME  |
| 7     | PZ     | Poznański        | 112LG  |
| 8     | ZKL    | Kołobrzeski      | 891KV  |
| 9     | SK     | Katowice         | 945JT  |
| 10    | PGN    | Gnieźnieński     | 988GH  |

## Kennzeichen von 1976 bis 2000

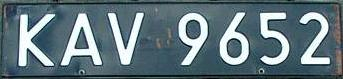
Polnisches Kennzeichen von 1976 bis 2000, KA = Katowice

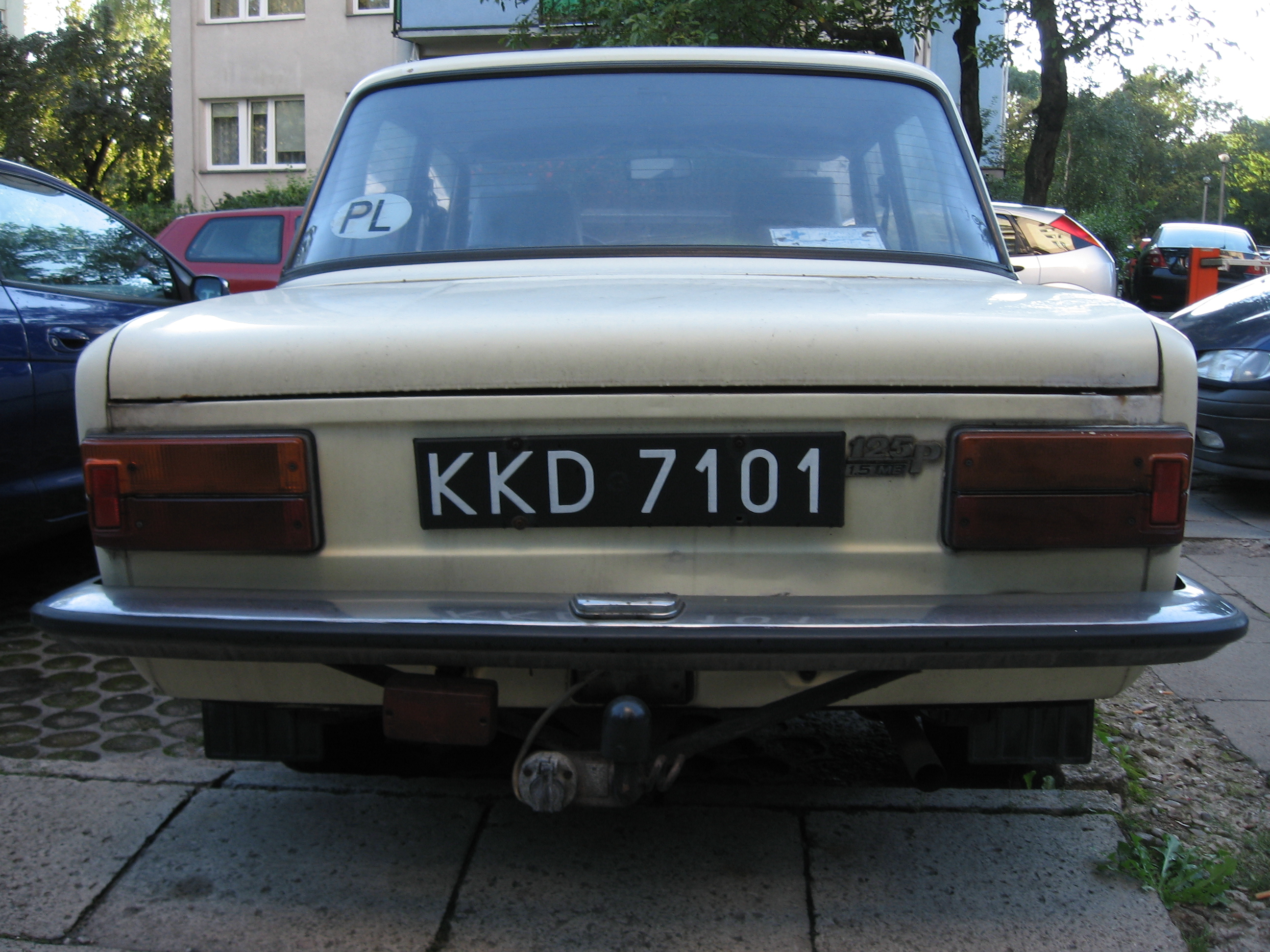
Kennzeichen aus KK = Krakau an einem FSO 125

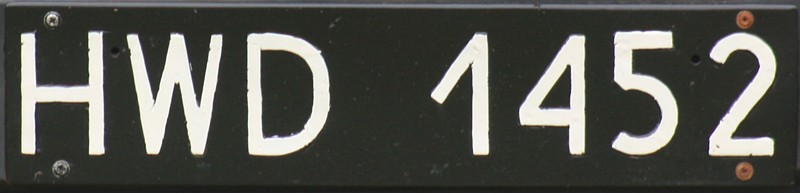
Kennzeichen des Grenzschutzes

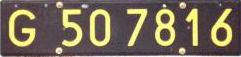
Temporäres Kennzeichen

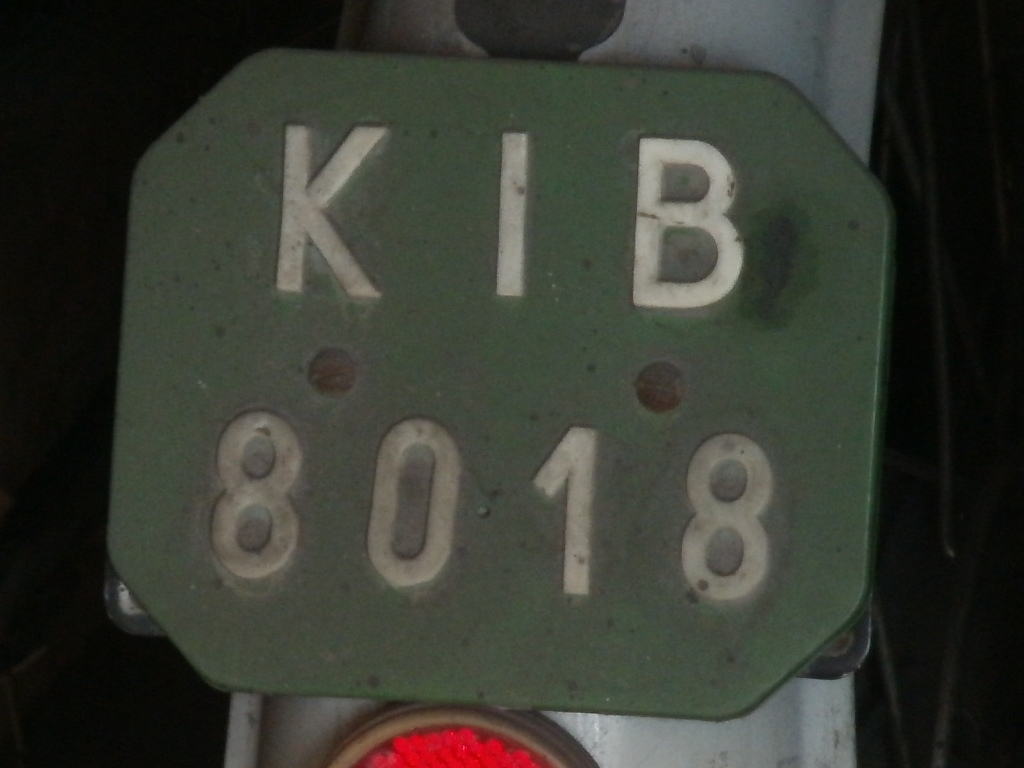
Grünes Moped-Kennzeichen

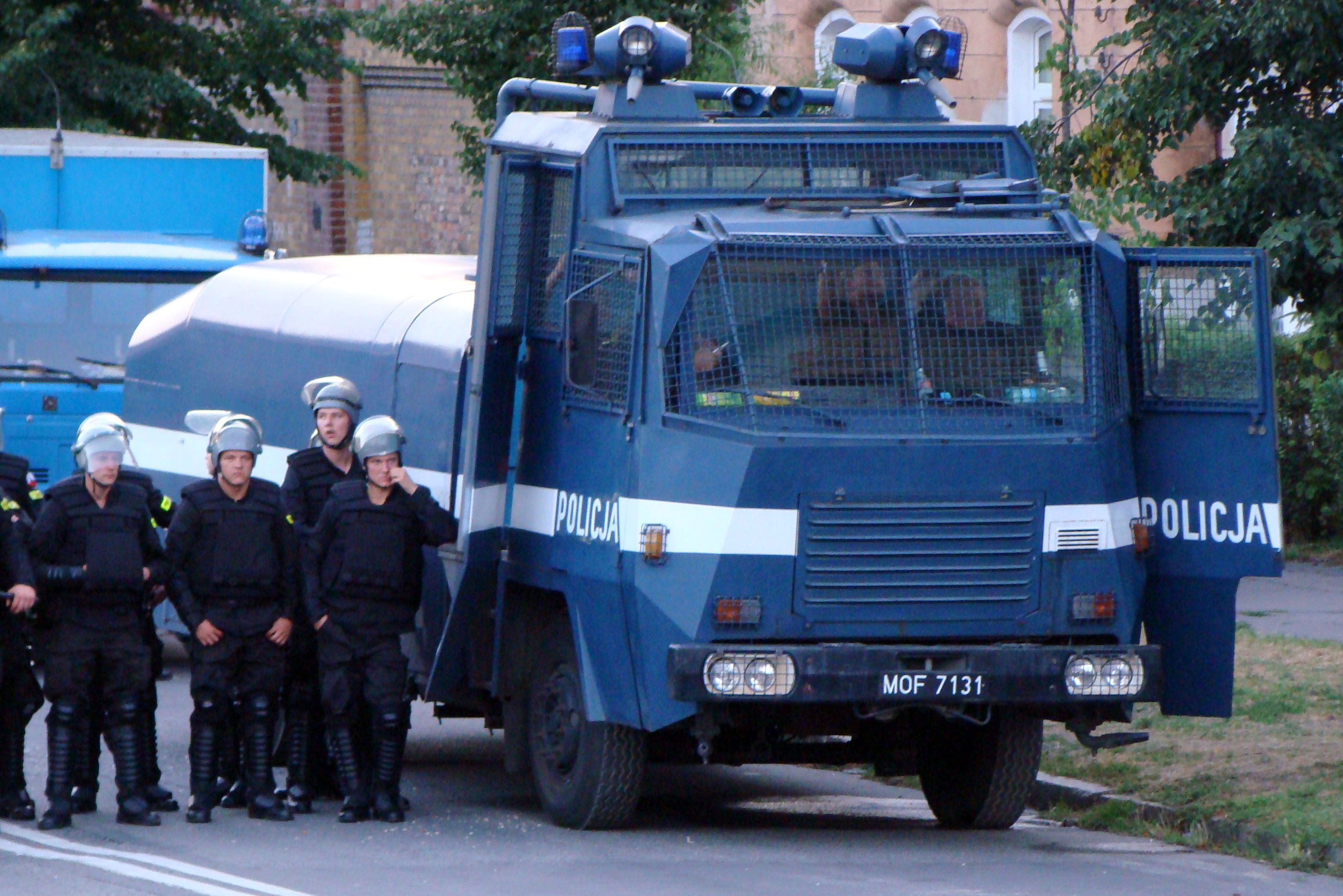
MO-Kennzeichen an einem Jelcz-Wasserwerfer

Ab 1976 wurden in Polen Kennzeichen mit weißer Schrift auf schwarzem Grund im Maß 520 mm × 120 mm vergeben. Die Beschriftung bestand aus drei Buchstaben, von denen die ersten beiden die Woiwodschaft anzeigten, danach vier Ziffern. In den letzten Jahren konnten auch ein oder zwei Buchstaben in der Ziffernfolge vorkommen.
1983 wurden zweizeilige grüne Schilder für Mopeds in den Abmessungen 140 × 115 mm eingeführt. Sie zeigten ebenfalls drei Buchstaben und vier Ziffern.
Temporäre Kennzeichen zeigten gelbe Schrift. Sie bestanden aus einem Buchstaben und sechs Ziffern. Kennzeichen für Testfahrten begannen mit einem X und wiesen weiße Schrift auf rotem Hintergrund auf. Ausländer, die in Polen leben, erhielten bis 1993 grüne Nummernschilder, die mit dem Buchstaben I begannen. Für Diplomatenkennzeichen wurde ein blauer Hintergrund eingeführt. Sie begannen immer mit WA für Warschau gefolgt von fünf Ziffern, von denen die ersten beiden den Herkunftsstaat bzw. die Organisation angaben.
Herkunftsschlüssel:
| Kennzeichen                                    | Herkunft             |
| ---------------------------------------------- | -------------------- |
| BP, BA, BS                                     | Biała Podlaska       |
| BK, BT, BI                                     | Białystok            |
| BB, BL, BO                                     | Bielsko-Biała        |
| BY, BG, BD, BC                                 | Bydgoszcz            |
| CH, CM, CU                                     | Chełm                |
| CI, CN, CA                                     | Ciechanów            |
| CZ, CE, CO                                     | Częstochowa          |
| EL, EG, EB                                     | Elbląg               |
| GD, GK, GA, GN                                 | Danzig (Gdańsk)      |
| GO, GW, GR                                     | Gorzów Wielkopolski  |
| JE, JG, JA                                     | Jelenia Góra         |
| KL, KP, KZ                                     | Kalisz               |
| KA, KT, KB, KC, KD, KX                         | Katowice             |
| KI, KE, KJ                                     | Kielce               |
| KN, KM, KF                                     | Konin                |
| KO, KG, KY                                     | Koszalin             |
| KR, KK, KW, KV                                 | Krakau (Kraków)      |
| KS, KU, KH                                     | Krosno               |
| LG, LC, LI                                     | Legnica              |
| LE, LS, LN                                     | Leszno               |
| LU, LL, LB                                     | Lublin               |
| LO, LM, LA                                     | Łomża                |
| LD, LZ, LF, LW                                 | Łódź                 |
| NS, NO, NA                                     | Nowy Sącz            |
| OL, ON, OT                                     | Olsztyn              |
| OP, OE, OD                                     | Opole                |
| OS, OK, OR                                     | Ostrołęka            |
| PI, PA, PY                                     | Piła                 |
| PT, PK, PU                                     | Piotrków Trybunalski |
| PL, PC, PB                                     | Płock                |
| PO, PN, PZ, PW                                 | Posen (Poznań)       |
| PR, PM, PE                                     | Przemyśl             |
| RA, RO, RD                                     | Radom                |
| RZ, RE, RW                                     | Rzeszów              |
| SE, SD, ST                                     | Siedlce              |
| SI, SA, SB                                     | Sieradz              |
| SK, SN, SF                                     | Skierniewice         |
| SL, SP, SG                                     | Słupsk               |
| SU, SW, SO                                     | Suwałki              |
| SZ, SC, SM                                     | Stettin (Szczecin)   |
| TG, TB, TE                                     | Tarnobrzeg           |
| TA, TN, TW                                     | Tarnów               |
| TO, TU, TY                                     | Toruń                |
| WB, WY, WH                                     | Wałbrzych            |
| WA, WS, WI, WU, WG, WF, WX, WZ, WM, WT, WP, WV | Warschau (Warszawa)  |
| WL, WK, WE                                     | Włocławek            |
| WR, WO, WC, WW                                 | Breslau (Wrocław)    |
| ZA, ZM, ZC                                     | Zamość               |
| ZG, ZE, ZN                                     | Zielona Góra         |

Besondere Kennzeichen
| Kennzeichen | Verwendung                                                             |
| ----------- | ---------------------------------------------------------------------- |
| HNx         | Weichsel-Militäreinheiten und GROM                                     |
| HWx         | Wojska Ochrony Pogranicza (Grenzschutztruppen), bis 1991, dann Polizei |
| MOx         | Milicja Obywatelska (Bürgermiliz), bis 1990                            |
| Uxx         | Polnische Volksarmee, bis 1989, dann Polnische Streitkräfte            |

## Kennzeichen von 1956 bis 1976

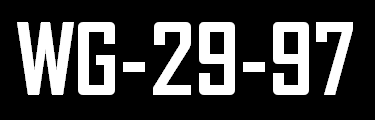
Muster der Kennzeichen von 1956

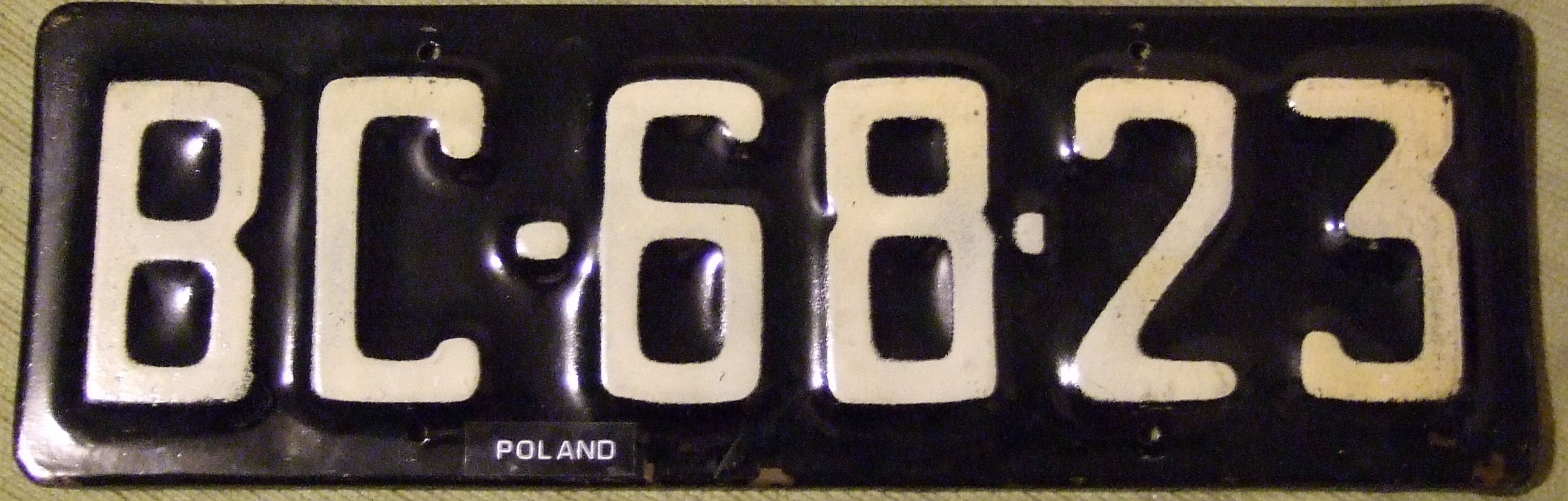
Kennzeichen aus der Stadt Bydgoszcz (C) in der Woiwodschaft Bydgoszcz (B)

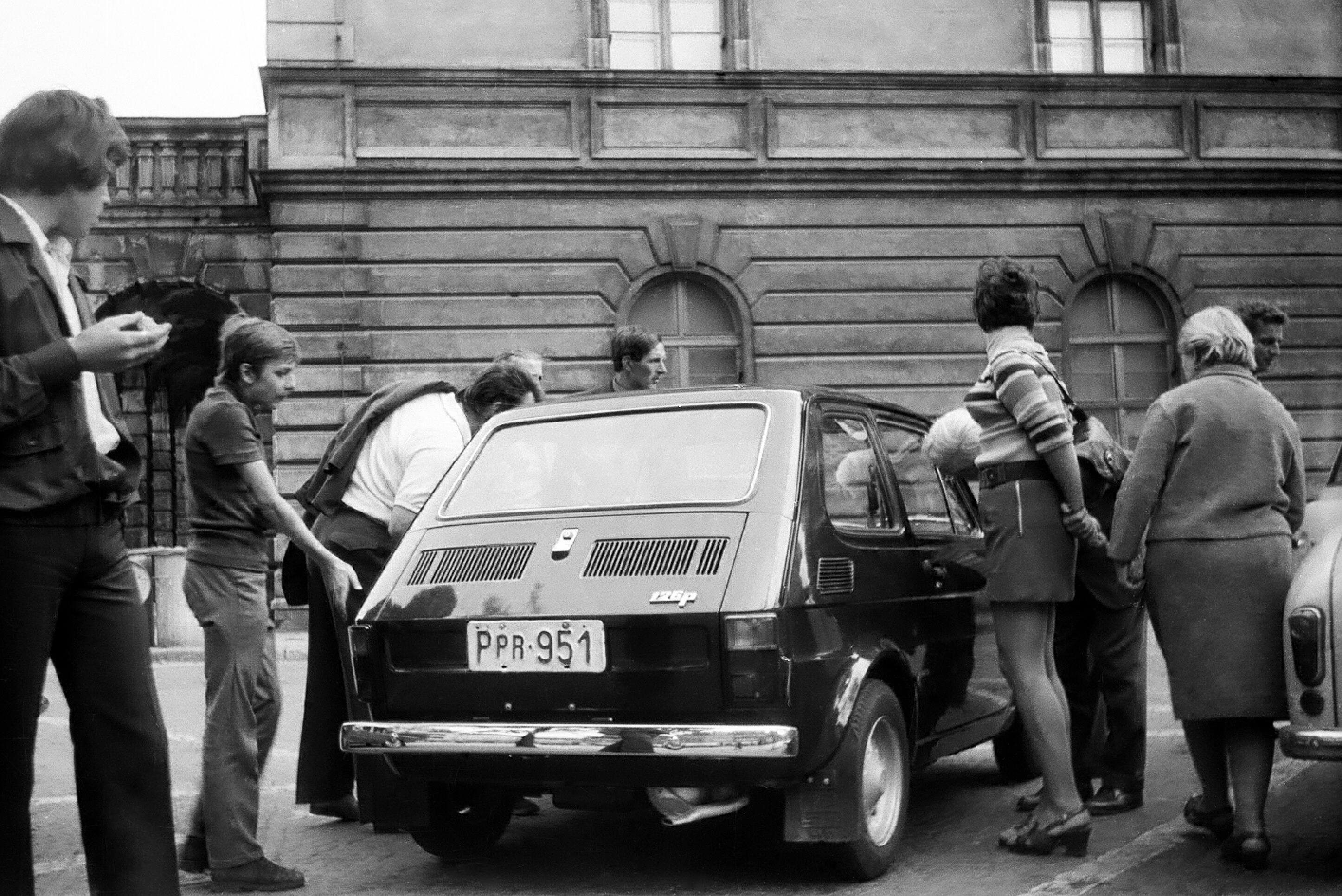
Temporäres Kennzeichen

1956 wurde das vorherige Kennzeichen-System umgestaltet. Die Kombination bestand aus zwei Buchstaben und zwei Ziffernpaaren jeweils getrennt durch einen kurzen Bindestrich (z. B. AB-12-34). Anstatt den vollständigen Namen der Woiwodschaft abzubilden, wurden diese nun durch den ersten Buchstaben kodiert. Der zweite Buchstabe stand für den Powiat (im Fall der Städte Łódź und der Hauptstadt Warschau für den Stadtbezirk). Die Schilder waren schwarz mit weißer Aufschrift und in den Maßen 375 × 120 mm gehalten. 1964 kam das System an seine Grenzen, sodass die beiden Buchstaben nach dem Muster 12-34-AB ans Ende rutschten. Seitdem waren auch zweizeilige Heckschilder mit den Maßen 290 × 220 mm erlaubt. Im gleichen Jahr wurden Anhängerkennzeichen bestehend aus dem Buchstabe der Woiwodschaft und fünf Ziffern eingeführt.
- A – Białystok
- B – Bydgoszcz
- C – Kielce
- E – Koszalin
- F – Łódź
- G – Danzig (Gdánsk)
- H – Opole
- I – Stadt Łódź
- K – Krakau
- L – Lublin
- M – Stettin
- O – Olsztyn
- P – Posen
- R – Rzeszów
- S – Katowice
- T – Warschau
- W – Stadt Warschau
- X – Breslau
- Z – Zielona Góra